# Tanytarsus okuboi
Tanytarsus okuboi är en tvåvingeart som beskrevs av Sasa och Akio Kikuchi 1986. Tanytarsus okuboi ingår i släktet Tanytarsus och familjen fjädermyggor. Inga underarter finns listade i Catalogue of Life.